# Volauvent

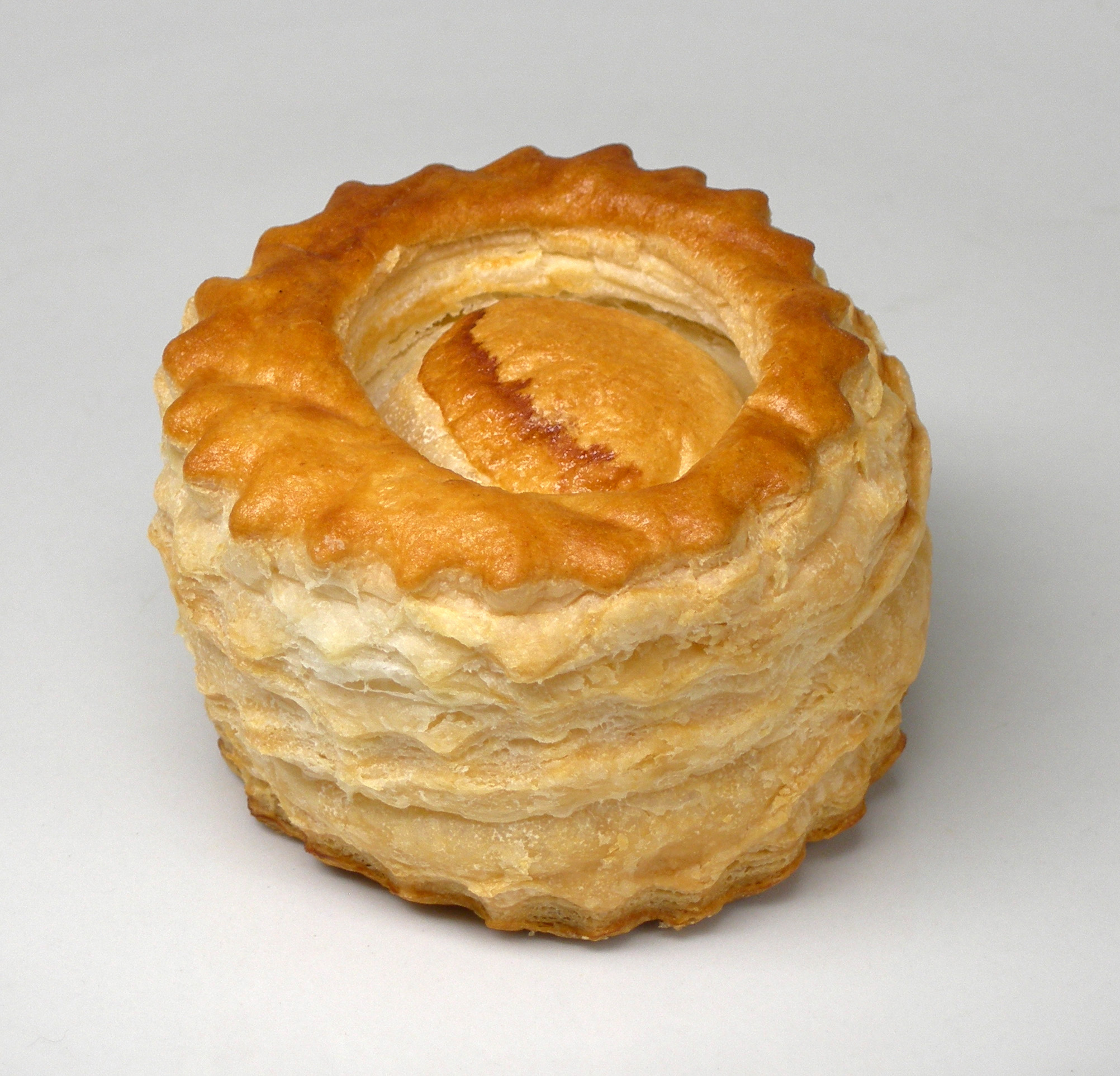
En volauvent.

Volauvent, försvenskning av franskans vol-au-vent (egentligen "fladder för vinden"), är en maträtt bestående av en smördegskopp fylld med en stuvning av något slag, till exempel stuvning på champinjoner eller musslor.
På svenska används även namnet krustader (från franskans croustade, av latinets crusta, "skal/skorpa") för maträtten.
Något liknande, men då som sött bakverk, är petit-chou.